# São João da Urtiga
São João da Urtiga là một đô thị thuộc bang Rio Grande do Sul, Brasil. Đô thị này có diện tích 171,177 km², dân số năm 2007 là 4946 người, mật độ 28,89 người/km².